# Chiesa di San Michele Arcangelo (Dražovce)

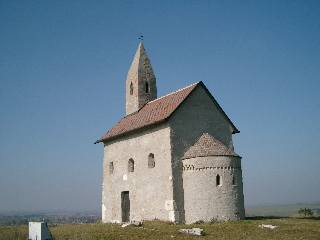
Chiesa romana a Dražovce

La chiesa di San Michele Arcangelo è un edificio di culto cattolico situata sull'apice della collina a ridosso di Dražovce, parte dell'agglomerato urbano di Nitra.
È una chiesa del XII secolo di tipo romanico a navata unica terminante con un'abside a semicerchio. È stata ristrutturata alla fine del XX secolo, ma non si celebra la messa regolarmente, solo il 29 settembre, in occasione di San Michele Arcangelo e per piccoli matrimoni, vista la capacità limitata della chiesa. L'immagine della chiesa è stata immortalata nella banconota di 50 corone slovacche in corso dal 1993 al 2009.

## Leggenda
La leggenda vuole che un giorno un pastore, che pascolava il suo gregge nei dintorni, sentì una musica proveniente dalla chiesa e vi entrò. All'interno vide la Vergine Maria che indicava tristemente lo stato decadente delle pareti e del soffitto della casa del Signore. Gli abitanti del villaggio allora si resero conto dello stato di abbandono in cui lasciarono la chiesa. Subito si misero al lavoro per riportarla al suo antico splendore e da allora regolarmente se ne occupano.